# Hoogt (Dordrecht)
De Hoogt is een straat in de binnenstad van Dordrecht, in de Nederlandse provincie Zuid-Holland.
Hoogt 14, een statig herenhuis uit het laatste kwart van de 18e eeuw, is een rijksmonument. Hier tekende burgemeester Bleeker na vier dagen strijd op 14 mei 1940 de overgave van de stad aan de Duitsers.